# Breviraja claramaculata
Breviraja claramaculata (лат.) — вид хрящевых рыб семейства ромбовых скатов отряда скатообразных. Обитают в центрально-западной части Атлантического океана между 33° с. ш. и 25° с. ш. Встречаются на глубине до 896 м. Их крупные, уплощённые грудные плавники образуют диск в виде ромба со округлым рылом. Максимальная зарегистрированная длина 29,4 см. Откладывают яйца. Не являются объектом целевого промысла.

## Таксономия
Впервые вид был научно описан в 1985 году. Голотип представляет собой неполовозрелого самца длиной 29,4 см, пойманного у берегов Флориды (29°58′ с. ш. 80°07′ з. д.) на глубине 348 м. Паратипы: неполовозрелые самец и самка длиной 24,9 см и 17,9 см соответственно, пойманные там же; неполовозрелая самка длиной 28,5 см, пойманная там же на глубине 684 см и неполовозрелые самцы и самки длиной 13,7—22,8 см, пойманные в водах Южной Каролины на глубине 63 м. Видовой эпитет происходит от лат. clarus — «яркий» и лат. macula — «пятно».

## Ареал
Эти батидемерсальные скаты обитают у берегов США (Флорида, Южная Каролина, Джорджия). Встречаются на глубине от 293 до 896 м.

## Описание
Широкие и плоские грудные плавники этих скатов образуют ромбический диск с округлым рылом и закруглёнными краями. На вентральной стороне диска расположены 5 жаберных щелей, ноздри и рот. На длинном хвосте имеются латеральные складки. У этих скатов 2 редуцированных спинных плавника и редуцированный хвостовой плавник. Дорсальная поверхность диска покрыта симметричными рядами белых крапинок, окружённых темными коричневыми пятнами. Вентральная поверхность белая, края диска бежевые. Вдоль позвоночника на задней половине диска проленают 3 ряда небольших шипов. Максимальная зарегистрированная длина 29,4 см.

## Биология
Подобно прочим ромбовым эти скаты откладывают яйца, заключённые в жёсткую роговую капсулу с выступами на концах. Эмбрионы питаются исключительно желтком.

## Взаимодействие с человеком
Эти скаты не являются объектом целевого промысла. Данных для оценки Международным союзом охраны природы охранного статуса вида недостаточно.